# ناتینگ (شرکت فناوری)

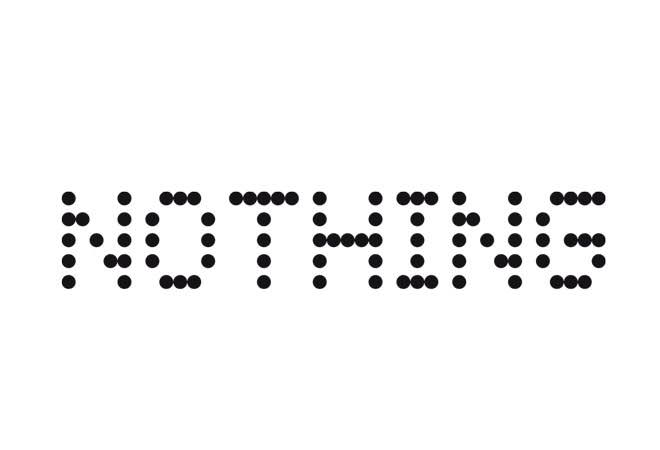

ناتینگ فناوری محدود (به سبک NOTHING) یک شرکت فناوری مصرف‌کننده مستقر در لندن، انگلستان است. این شرکت توسط کارل پی، یکی از بنیانگذاران وان‌پلاس تأسیس شد. سرمایه گذاران این شرکت عبارتند از تونی فادل، مخترع آی پاد، کوین لین از بنیانگذاران توییچ، استیو هافمن مدیر عامل ردیت و کیسی نیستات، یوتیوبر. در ۲۵ فوریه ۲۰۲۱، این شرکت تینیج انجینیرینگ را به عنوان شریک مؤسس معرفی کرد که عمدتاً مسئول زیبایی‌شناسی طراحی برند و محصولات آن است. اولین محصول ناتینگ "ایر (۱)" در ۲۷ ژوئیه ۲۰۲۱ عرضه شد.

## تاریخچه
در ۱۶ اکتبر ۲۰۲۰، کارل پی، هم‌بنیان‌گذار وان‌پلاس، در حالی که در کنار پیت لاو در وان‌پلاس مشغول به کار بود، استعفای خود را اعلام کرد تا بتواند یک کسب‌وکار جدید راه‌اندازی کند. پی بعداً تا ۷ میلیون دلار از چندین سرمایه‌گذار برای شروع کسب‌وکار جدید خود جمع‌آوری کرد، از جمله تونی فادل از آی‌پاد، هم‌بنیان‌گذار تویچ، کوین لین، مدیرعامل ردیت، استیو هافمن، و یوتیوبر کیسی نیستات.
پی در تاریخ ۲۷ ژانویه ۲۰۲۱ شرکت "ناثینگ" را معرفی کرد.
در ۱۵ فوریه ۲۰۲۱، ناثینگ برند و علائم تجاری Essential Products را که تقریباً یک سال پس از تعطیلی فعالیت‌های شرکت به پایان رسید، خریداری کرد.
در ۲۵ فوریه ۲۰۲۱، شرکت اولین شریک تأسیس‌کننده خود، Teenage Engineering را اعلام کرد تا طراحی زیبایی‌شناسی برند و محصولات آن را تولید کند.
در ۲۷ ژوئیه ۲۰۲۱، ناثینگ اولین محصول خود به نام "ear (1)" که یک هدفون بی‌سیم است را معرفی کرد.
در ۱۳ اکتبر ۲۰۲۱، شرکت ۵۰ میلیون دلار جمع‌آوری کرد و همچنین یک همکاری با Qualcomm اعلام کرد.
در ۹ مارس ۲۰۲۲، همان روزی که ناثینگ تأمین مالی سری B را به دست آورد، شرکت اعلام کرد که یک کنفرانس خبری در ۲۳ مارس برگزار خواهد کرد. در آن رویداد، شرکت اولین گوشی هوشمند خود، "phone (1)" را معرفی کرد.
در ۱۰ دسامبر ۲۰۲۲، ناثینگ اولین فروشگاه فیزیکی خود را در منطقه سوهو لندن افتتاح کرد.
در فوریه ۲۰۲۳، در کنگره جهانی موبایل (MWC) در بارسلونا, ناثینگ اعلام کرد که نسل بعدی گوشی‌های خود با پردازنده Snapdragon 8+ Gen 1 پشتیبانی خواهند شد. این اعلامیه به افزایش قدرت و قیمت دستگاه در انتشار بعدی گوشی اشاره داشت.
در ۲۲ مارس ۲۰۲۳، ناثینگ نسل دوم هدفون بی‌سیم "ear (2)" را معرفی کرد که از پشتیبانی از صدای بی‌سیم با وضوح بالا،فناوری تطبیقی نویز و یک طراحی شفاف‌تر به‌روزرسانی می‌شود.
ناثینگ به‌طور کلی محصولات خود را با طراحی مینیمالیستی که از شفافیت برای نمایش اجزای داخلی استفاده می‌کند، شناخته می‌شو.

## سرمایه‌گذاری
| سریال تأمین مالی      | تعداد سرمایه گذاران | پول جمع‌آوری شده (میلیون) | تاریخ         |
| --------------------- | ------------------- | ------------------------ | ------------- |
| دانه گرد              | ۷                   | ۷ دلار                   | ۹ دسامبر ۲۰۲۰ |
| سری A                 | ۱                   | ۱۵ دلار                  | ۹ فوریه ۲۰۲۱  |
| سرمایه‌گذاری جمعی سهام | ۱                   | ۱٫۳ دلار                 | ۲۵ فوریه ۲۰۲۱ |
| سری A                 | ۷                   | ۴۸٫۵ دلار                | ۱۳ اکتبر ۲۰۲۱ |
| سری B                 | ۶                   | ۷۰ دلار                  | ۹ مارس ۲۰۲۲   |

## محصولات

### ایر (۱)

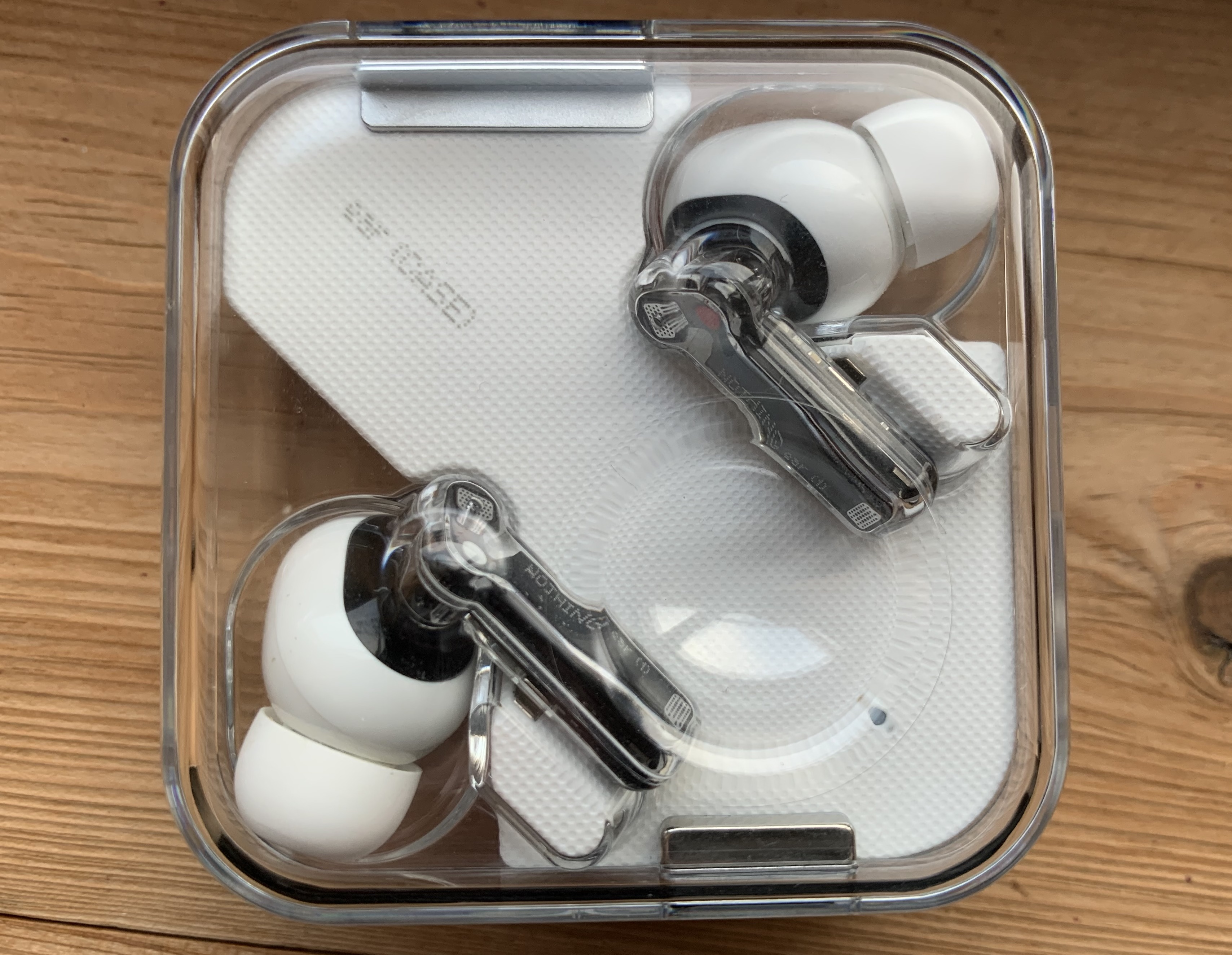
Nothing ear (1)

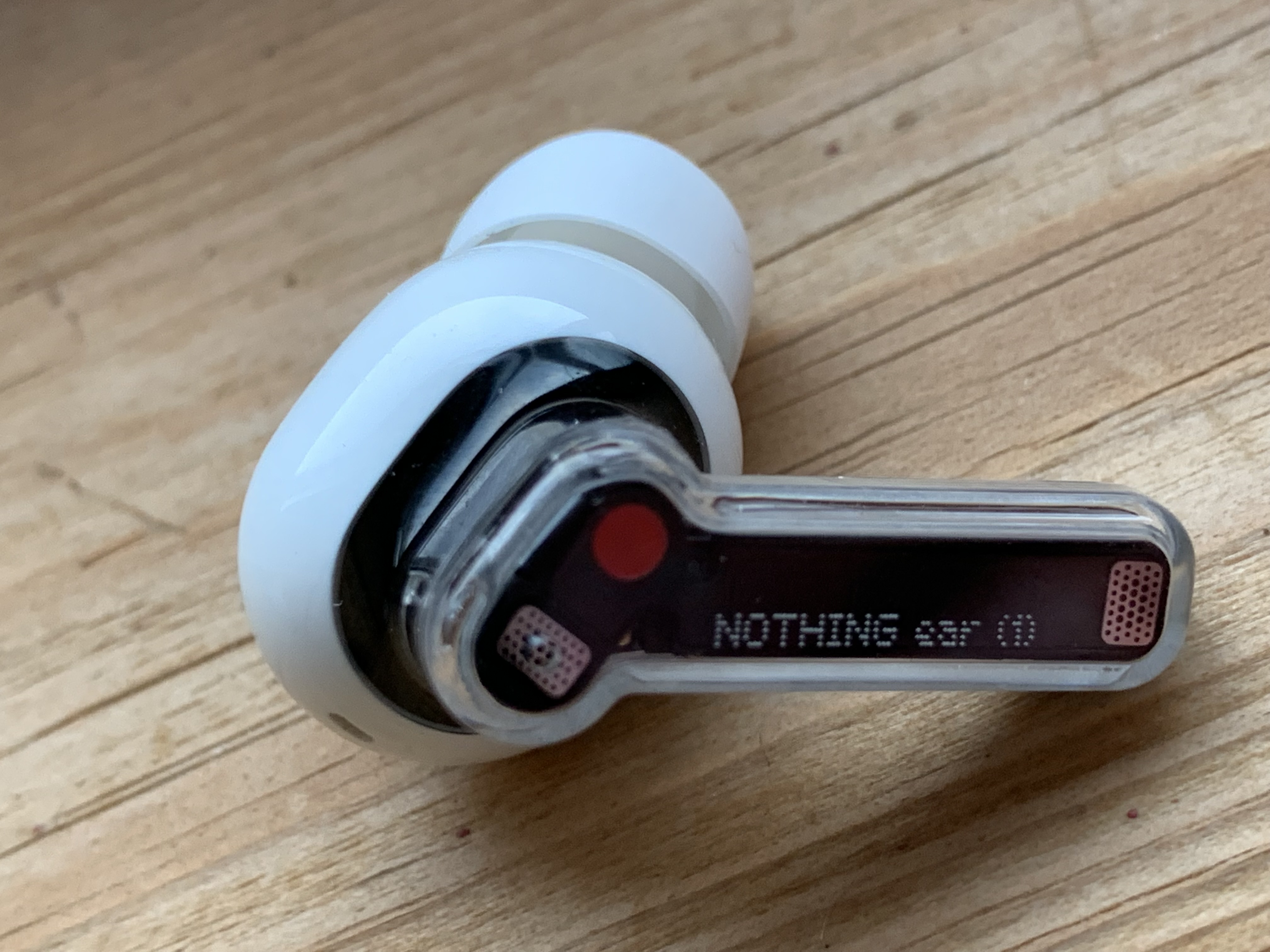

ناتینگ ایر ۱ که به عنوان "ایر (۱)" طراحی شده‌است، اولین محصول ناتینگ است. ایر ۱ که در ۲۷ ژوئیه ۲۰۲۱ معرفی شد، مجموعه ای از هدفون‌های بی‌سیم است. هدفون‌ها را می‌توان با بلوتوث وصل کرد و در صورت استفاده با کیس شارژ تا ۳۴ ساعت و با ANC خاموش تا ۵٫۷ ساعت عمر باتری دارند. با ۲۴ ساعت با استفاده از کیس و تا ۴ ساعت برای خود هدفون با ANC روشن. این هدفون در ۱۷ اوت ۲۰۲۱ با قیمت ۹۹ دلار / ۹۹ پوند / ۹۹ یورو به فروش رسید.
نسخه سیاه آن نیز در ۶ دسامبر ۲۰۲۱ اعلام شد و در ۱۳ دسامبر به فروش رسید. همچنین در آن روز ناتینگ اعلام کرد که هدفون‌های ایر ۱ اکنون کربن خنثی هستند.

### فون (۱)
در ۲۳ مارس ۲۰۲۲، ناتینگ اولین گوشی هوشمند خود را با نام "فون (۱)" معرفی کرد.

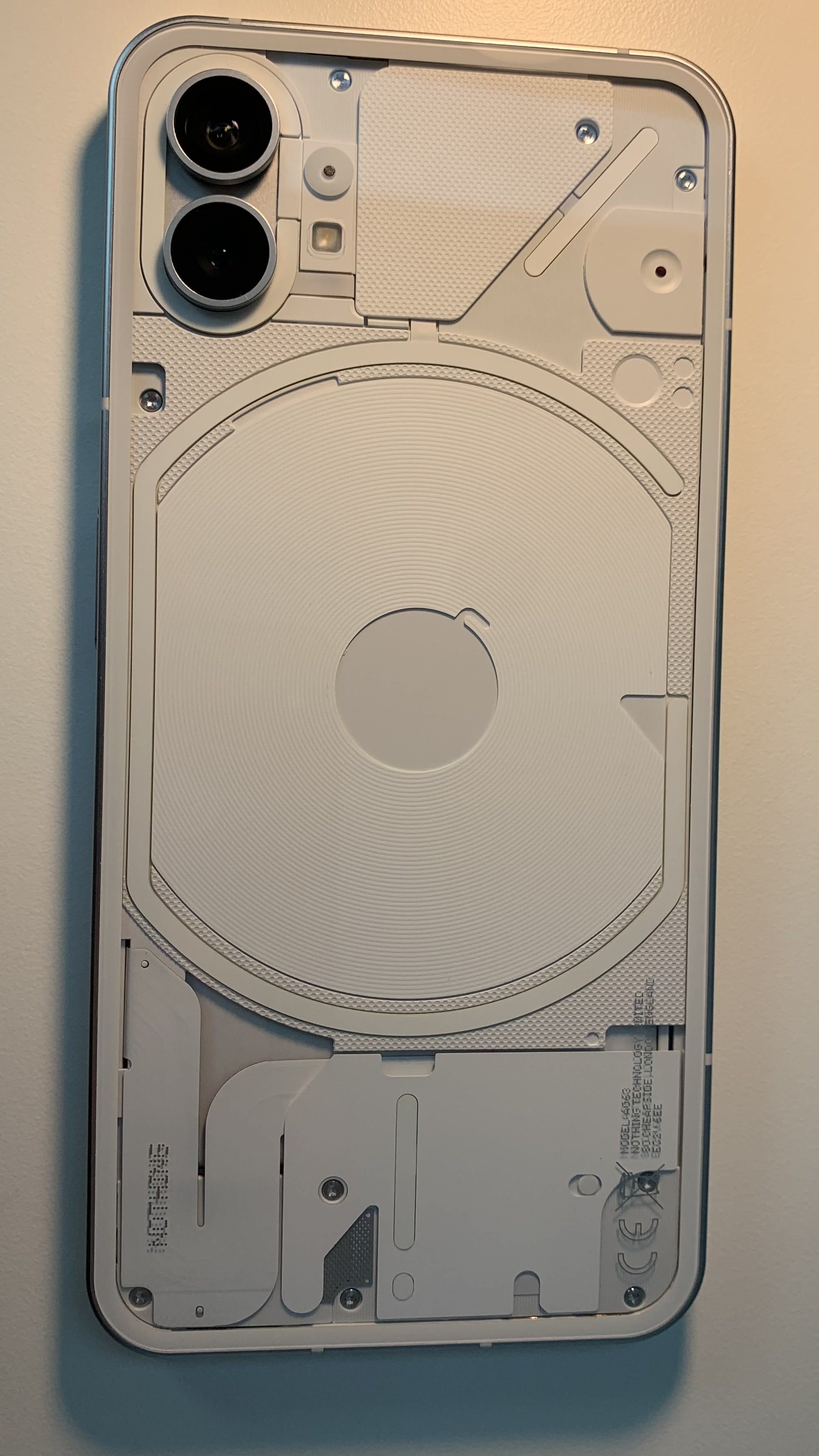

این تلفن بر روی یک سیستم عامل مبتنی بر اندروید به نام ناتینگ اواس با تاریخ انتشار پیش‌بینی شده تابستان ۲۰۲۲ اجرا می‌شود ناتینگ اواس یک سیستم عامل نیست بلکه یک پوسته سفارشی اندروید است.
در ژوئن ۲۰۲۲، ناتینگ یک پیش‌سفارش فقط دعوتی برای «فون (۱)» باز کرد، که به ۱۰۰۰۰۰ ثبت‌نام در لیست انتظار رسید. این دستگاه که در ۱۲ ژوئیه در لندن رونمایی شد، دارای چیپست کوالکام اسنپ‌دراگون 778G+ و طراحی شفاف خواهد بود.

### ناتینگ ایر (استیک)|ایر (استیک)
ایر (استیک) در ۴ نوامبر ۲۰۲۲ معرفی شد. این مدل فاقد قابلیت‌های حذف نویز فعال و شارژ بی‌سیم است و با قیمت ۹۹ دلار عرضه شد.  

### ناتینگ ایر (۲)|ایر (۲)
ایر (۲) در ۲۲ مارس ۲۰۲۳ عرضه شد. این هدفون‌ها از کدک صوتی LHDC 5.0 پشتیبانی کرده و دارای درایورهای ۱۱٫۶ میلی‌متری هستند.  

### ناتینگ ایر|ایر
در آوریل ۲۰۲۴، ناتینگ نسخه‌ای جدید از سری ایر را با نام ایر معرفی کرد که نسبت به نسل قبلی خود در عمر باتری و کیفیت صدا بهبود یافته است.  

### ناتینگ ایر (a)|ایر (a)
ایر (a) که در آوریل ۲۰۲۴ معرفی شد، نسخه‌ای مقرون‌به‌صرفه از سری ایر است و حذف نویز فعال را ارائه می‌دهد. این مدل از درایورهای پلیمری سنتی استفاده می‌کند.  

### ناتینگ ایر (اوپن)|ایر (اوپن)
در سپتامبر ۲۰۲۴، ناتینگ هدفون‌های ایر (اوپن) را با طراحی باز عرضه کرد. این مدل دارای درایورهای ۱۴٫۲ میلی‌متری، عمر باتری تا ۸ ساعت (۳۰ ساعت با کیس)، و فناوری Clear Voice است.  

### ناتینگ فون (۲)|فون (۲)
فون (۲) در ۱۱ جولای ۲۰۲۳ معرفی شد و نسخه‌ای پیشرفته‌تر از فون (۱) است. این گوشی از Snapdragon 8+ Gen 1 بهره می‌برد و با طراحی شفاف و ویژگی‌های نرم‌افزاری بهبودیافته در Nothing OS عرضه شد.  

### ناتینگ فون (۲a)|فون (۲a)
فون (۲a) در اکتبر ۲۰۲۴ معرفی شد. این دستگاه نسخه‌ای اقتصادی‌تر از فون (۱) است و با قیمت ۲۸۹ یورو (۸+۱۲۸ گیگابایت) و ۳۳۹ یورو (۱۲+۲۵۶ گیگابایت) عرضه شد.  

### سی‌ام‌اف فون ۱
سی‌ام‌اف فون ۱ در ژوئیه ۲۰۲۴ توسط برند اقتصادی ناتینگ، CMF by Nothing، معرفی شد. این گوشی در هند تولید شده و با قیمت ۱۹۹٫۹۰ یورو عرضه شد.  

### سی‌ام‌اف واچ پرو
سی‌ام‌اف واچ پرو اولین ساعت هوشمند ناتینگ است که در سپتامبر ۲۰۲۳ معرفی شد.

## Nothing os
ناتینگ او‌اس یک سیستم‌عامل مبتنی بر اندروید است. طراحی رابط کاربری ناتینگ او‌اس نسبتاً ساده بوده و شامل سفارشی‌سازی‌های خاصی مانند فونت‌ها و ویجت‌های اختصاصی می‌شود. یکی از ویژگی‌های متمایز این سیستم‌عامل، نبود بلوئت‌ور (نرم‌افزارهای اضافی پیش‌فرض) است و به‌جای برنامه‌های اختصاصی، بیشتر از برنامه‌های گوگل استفاده می‌شود، مشابه آنچه در اندروید وان دیده می‌شود.
شرکت ناتینگ برای گوشی ناتینگ فون (1) سه سال پشتیبانی نرم‌افزاری و چهار سال به‌روزرسانی امنیتی را تضمین کرده است. این شرکت همچنین یک اکوسیستم باز را وعده داده، به‌طوری‌که محصولات شرکت‌های دیگر، مانند ایرپادهای اپل و خودروهای الکتریکی تسلا نیز با آن سازگار هستند.
- - ناتینگ او‌اس در آوریل ۲۰۲۲ منتشر شد. علاوه بر گوشی‌های ناتینگ، دارندگان سایر گوشی‌های هوشمند اندرویدی سازگار نیز می‌توانند با نصب اپلیکیشن ناتینگ لانچر از طریق گوگل پلی، تجربه کار با این لانچر را داشته باشند.[۲۸]